# Microhoria fairmaieri
Microhoria fairmaieri là một loài bọ cánh cứng trong họ Anthicidae. Loài này được Brisout de Barneville miêu tả khoa học năm 1863.